# Antes muerta que Lichita
Antes muerta que Lichita es una telenovela mexicana de 2015, producida por Rosy Ocampo para Televisa. Se trata de una historia completamente original creada por Covadonga Espeso, Jordi Arencon, Marta Azcona y Ariana Martín y adaptada para la TV por Pedro Armando Rodríguez, Alejandra Romero, Humberto Robles y Héctor Valdés.
Protagonizada por Maite Perroni y Arath de la Torre y con las participaciones antagónicas de Eduardo Santamarina, Ingrid Martz, Chantal Andere y Luz Elena González. Cuenta además con las actuaciones estelares de Gabriela Platas, Pablo Valentín y de los primeros actores Manuel "Flaco" Ibáñez, Macaria y Sylvia Pasquel.

## Sinopsis
Alicia Gutiérrez trabaja en Icónika, la agencia de publicidad más importante de Latinoamérica en donde es víctima de bullying y explotación laboral por parte de todos sus compañeros, quienes la llaman de manera burlona "Lichita". Alicia se ha mantenido en el mismo puesto de supuesta asistente desde que ingresó a Iconika (8 años) pero solo la llaman para servir café y sacar fotocopias debido a esto ella ha sido blanco de las burlas por su manera de vestir y su ingenuidad contando solo con el apoyo y amistad de Braulio y Brisa. 
Un día Alicia es despedida injustamente y en su afán por recuperar su trabajo elabora una campaña la cual es robada por Roberto Duarte, un hombre que la salva de ahogarse y al notar lo valiosa que era esa campaña la roba y la presenta en Icónika como si fuera idea suya, es así como consigue el puesto de Director Creativo en la agencia. Con esto Lichita, quien ya se había enamorado de Duarte, se lleva su primera decepción amorosa. Para "compensar" el daño que Roberto había causado en Alicia él consigue que esta regrese a Icónika como su asistente.
Con la llegada de Luciana, la sobrina del dueño de la agencia, la vida de Alicia se complicó ya que Luciana se dedicaba a burlarse de ella y al darse cuenta de que Lichita estaba enamorada de Roberto arma un plan en conjunto con él, Néstor y Chuchette para hacerle creer a Alicia que Duarte se enamoró de ella, ilusionarla y luego dejarla. Roberto acepta porque al hacerlo Luciana influiría sobre su tío para que lo suban de puesto pero sin darse cuenta él también se enamora de Lichita. El plan se da a la perfección y logran herir el corazón de Alicia quien cansada de tantas humillaciones decide dejar de ser Lichita, comenzar a darse a respetar y no permitir que le vuelvan a hacer daño.

## Reparto
- Maite Perroni - Alicia "Lichita" Gutiérrez López
- Arath de la Torre - Roberto Duarte
- Eduardo Santamarina - Augusto De Toledo y Mondragón
- Ingrid Martz - Luciana De Toledo y Mondragón Iribarren
- Chantal Andere - Sandra Madariaga
- Manuel "Flaco" Ibáñez - Ignacio "Nacho" Gutiérrez Landeros
- Luz Elena González - Jesusa "Chuchette" Urieta
- Macaria - Fátima García
- Gabriela Platas - Beatriz Casablanca de De Toledo y Mondragón
- Sylvia Pasquel - Elsa López de Gutiérrez
- Pablo Valentín - Gumaro Sánchez
- Sherlyn - Margarita "Magos" Gutiérrez López
- Eddy Vilard - Alejandro "Alex" De Toledo y Mondragón Casablanca
- Patricio Borghetti - Néstor Acosta
- Ricardo Fastlicht - Elías Merchant
- Mónica Ayos - Valeria Iribarren Vda. de De Toledo y Mondragón
- Wendy González - Brisa Pacheco
- Diego de Erice - Braulio Moncada
- Roberto Blandón - Rafael De Toledo y Mondragón
- Gabriel Soto - Santiago de la Vega
- Felipe Nájera - Marcelo Lagomarsino
- Patricia Navidad - Marlene Garbo
- Ana Paula Martínez - Ximena Gutiérrez López
- Vanessa Díaz - Dafne De Toledo y Mondragón Casablanca
- Patricio de la Garza - Mateo Duarte Uribe
- José Luis Moctezuma - Guillermo
- Jana Raluy - Venus Rodríguez
- Carla Cardona - Martha de Vidal
- Gonzalo Peña - Ángel Vidal
- Ilse Ikeda - Ivonne
- Rebeca Gucón - Ivette
- José María Negri - Macario Santillana, Agente de la API #1
- Roberto D'Amico - Agente de la API #2
- Fernando Larrañaga - Agente de la API #3
- Oswaldo Zárate - Gerardo "El Gerrys"
- Estrella Solís - Paula "la Pau"
- Ivan Nevelitchki - Draco
- Roberto Sen - Héctor Ontiveros
- Dominika Paleta - Sheila Uribe Lazcano
- Luis Orozco - Vigilante
- Ángeles Balvanera - Yesenia
- Ricardo Baranda - Viriato Torres
- Eugenio Cobo - Isidro Pacheco "El General" [4]
- Odalys Ramírez - Magdalena "Madalena"
- Cristina Dacosta - Ivanna
- Fernando Bueno - "El Chanclas"
- Iván Caraza - Detective Pedro Carmona
- Jorge Cañas - Patiño
- Harding Junior - Kenny Blake
- Yony Hernández - Yurisander Valdés
- Jorge Ortín - Gómez
- Hugo Macías Macotela - Padre Pérez
- Gerardo Bosco - Sr. Bisaborito
- Celeste Galván - Sra. Bisaborito
- Jesús Carús - Luis
- Rebeca Mankita - Rafaela[5]

## Premios y nominaciones

### Premios TvyNovelas 2016
| Categoría                        | Persona                                                                     | Resultado |
| -------------------------------- | --------------------------------------------------------------------------- | --------- |
| Mejor telenovela                 | Rosy Ocampo                                                                 | Nominada  |
| Mejor actriz protagónica         | Maite Perroni                                                               | Ganadora  |
| Mejor actor protagónico          | Arath de la Torre                                                           | Nominado  |
| Mejor primer actor               | Manuel "Flaco" Ibañez                                                       | Nominado  |
| Mejor primera actriz             | Silvia Pasquel                                                              | Nominada  |
| Mejor actriz de revelación       | Ana Paula Martínez                                                          | Nominada  |
| Mejor actriz juvenil             | Wendy González                                                              | Ganadora  |
| Mejor villana                    | Ingrid Martz                                                                | Nominada  |
| Mejor villano                    | Eduardo Santamarina                                                         | Nominado  |
| Mejor actriz coestelar           | Chantal Andere                                                              | Nominada  |
| Mejor dirección de escena        | Benjamín Cann Rodrigo Zaunbos                                               | Ganadores |
| Mejor tema musical               | ˝Si alguna vez˝ (Thalia)                                                    | Nominados |
| Mejor reparto                    | Rosy Ocampo                                                                 | Nominado  |
| Mejor telenovela multiplataforma | Rosy Ocampo                                                                 | Ganadora  |
| Mejor historia o adaptación      | Pedro Armando Rodríguez Alejandra Romero Meza Humberto Robles Héctor Valdés | Nominados |
| Mejor actriz de reparto          | Luz Elena González                                                          | Nominada  |
| Mejor actor de reparto           | Ricardo Fastlicht                                                           | Nominado  |

### Premios Juventud 2016
| Categoría                | Persona           | Resultado |
| ------------------------ | ----------------- | --------- |
| Mi protagonista favorito | Arath de la Torre | Nominado  |
| Mi protagonista favorita | Maite Perroni     | Ganadora  |

### Premios Bravo 2016
| Categoría             | Nominado           | Resultado |
| --------------------- | ------------------ | --------- |
| Mejor actriz infantil | Ana Paula Martínez | Ganadora  |

### GLAAD Media Awards
| Año  | Categoría        | Nominado(s) | Resultado |
| ---- | ---------------- | ----------- | --------- |
| 2016 | Mejor telenovela | Rosy Ocampo | Nominada  |

### Copa Televisa
| Año  | Categoría        | Nominado(s) | Resultado |
| ---- | ---------------- | ----------- | --------- |
| 2016 | Mejor telenovela | Rosy Ocampo | Ganadora  |

### TV Adicto Golden Awards
| Año  | Categoría             | Nominados   | Resultado |
| ---- | --------------------- | ----------- | --------- |
| 2016 | Mejor final dominical | Rosy Ocampo | Ganadora  |